# Isabel de Portugal, senhora de Viseu
D. Isabel de Portugal (1364 — Marans, França, 4 de abril de 1435) foi uma nobre portuguesa, 2.ª Senhora da cidade de Viseu e, ainda, das vilas de Celorico da Beira, Linhares e Algodres, de juro e herdade.

## Relações familiares
Foi filha natural de Dom Fernando I de Portugal. 
Teve o seu casamento contratado com Afonso Telo de Meneses, 5.º conde de Barcelos, primo da Rainha D. Leonor Teles, mas este morreu jovem, e D. Isabel acabaria por casar com D. Afonso Henriques, conde de Gijón e Noronha. Os esponsórios efectuaram-se em abril, logo após o Tratado de Santarém, de aliança e paz, estabelecido entre os Reis D. Henrique II de Castela e D. Fernando I de Portugal, na cidade de Santarém, a 19 de março de 1373. Nesta cidade, D. Isabel e seu noivo foram recebidos (esposados) por palavras de presente pelo Cardeal de Bolonha. O rei D. Fernando deu de dote a sua filha a cidade de Viseu e as vilas de Celorico da Beira, Linhares e Algodres, com todos os seus termos, de juro e herdade, como consta duma Carta de Doação feita na cidade de Santarém em 2 de outubro de 1377.
Atingindo D. Isabel a idade núbil, as bodas foram então realizadas na cidade de Burgos em novembro de 1377 com o dito Afonso Henriques, conde de Gijón e Noronha, de quem teve:
1. D. Pedro de Noronha, arcebispo de Lisboa;
2. D. Fernando de Noronha, 2.º conde de Vila Real, pelo seu casamento com D. Brites de Meneses;
3. D. Sancho de Noronha, 1.º conde de Odemira, que casou com Mécia de Sousa, 4.ª senhora de Mortágua;
4. D. Henrique de Noronha, capitão, participou na tomada de Ceuta;
5. D. João de Noronha, sem descendentes.[9] Foi feito cavaleiro pelo infante Duarte, em Ceuta, em cujo cerco tomou parte junto com o rei e onde foi ferido. Veio a morrer em Almodôvar, Portugal, de doença proveniente deste ferimento;
6. D. Constança de Noronha, que foi a segunda mulher de D. Afonso, 1.º duque de Bragança.

Deste casamento, surgiu o ramo familiar de Noronha.